# Chiesa della Beata Vergine Maria (Albinea)
La chiesa parrocchiale della Beata Vergine Maria è un edificio religioso sito in via Ariosto, nella frazione di Borzano di Albinea, in provincia di Reggio Emilia. La chiesa è sede dell'omonima parrocchia del vicariato di Scandiano della diocesi di Reggio Emilia-Guastalla.

## Storia e descrizione
Nel 1575 i borzanesi chiesero al vescovo di Reggio Locatelli di poter trasferire la sede della parrocchia dalla chiesa di San Giovanni in Castello, luogo difficile da raggiungere, specialmente nel periodo invernale, all'oratorio dedicato a Santa Maria della Lodola. Successivamente la chiesa venne ampliata e, tra il 1652 ed il 1679 fu ricostruita in stile dorico. Nel 1778 venne realizzato l'altare maggiore e, successivamente venne sostituito da quello proveniente dall'ormai ex-chiesa della Concezione. Sessant'anni dopo la chiesa venne ampliata, fu rifatta la facciata, furono aggiunte le cappelle di San Luigi e della Beata Vergine del Rosario e furono realizzati gli altari del Crocifisso e di San Sebastiano. Nel 1820 venne disposto sulla torre un orologio. Nel 1926 venne infine realizzata la cupola su progetto dell'ing. Borghi. All'inizio del XXI secolo la chiesa, che versava in un cattivo stato di conservazione, è stata oggetto di un restauro che l'ha riportata alla sua originaria bellezza. Nel 2025 sono iniziati lavori di restauro, dopo che la chiesa è stata chiusa per anni, perché pericolante. 

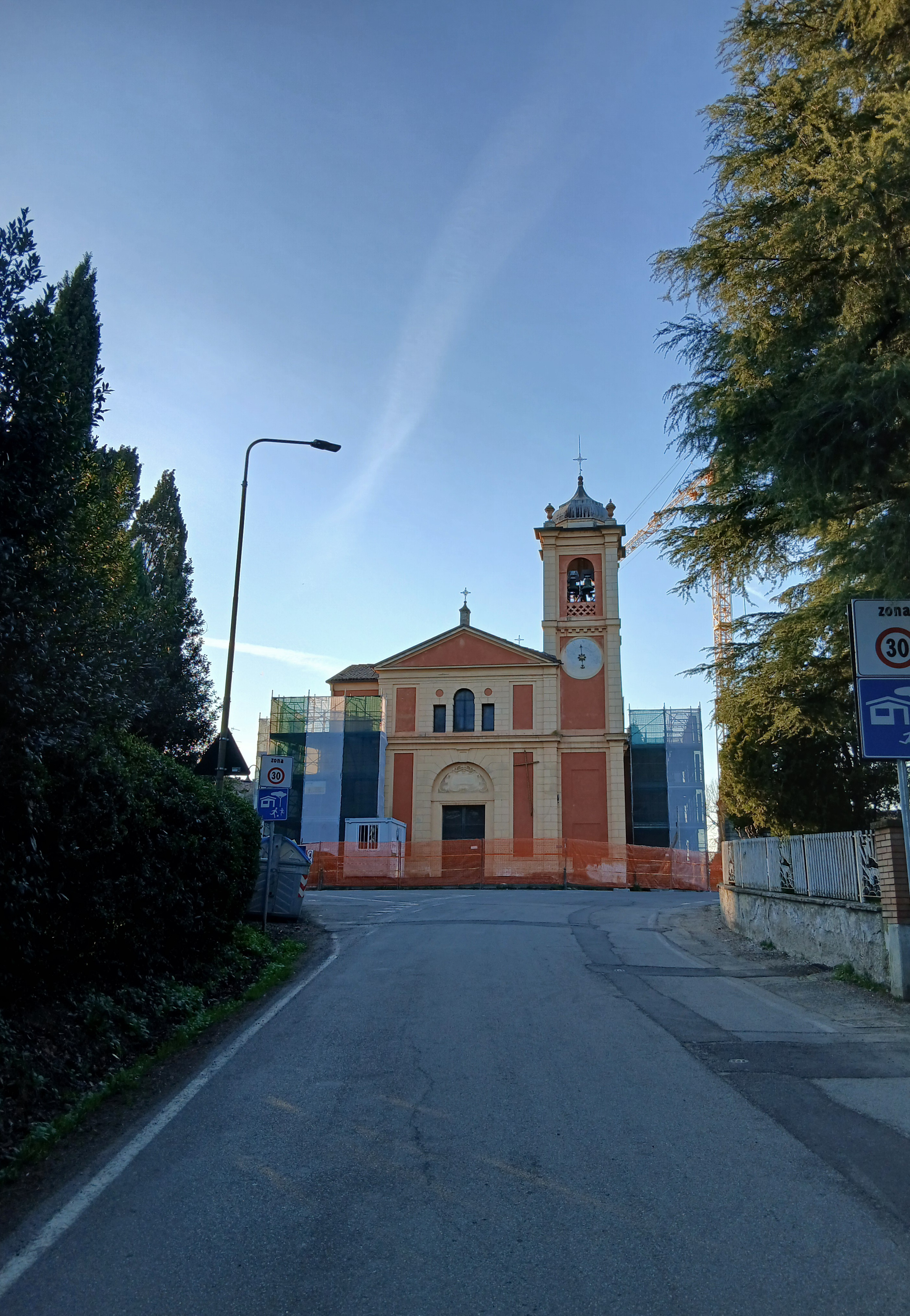

La facciata è sormontata una serliana, mentre l'interno della chiesa, la cui pianta è a croce latina, ha una sola navata e presenta delle paraste doriche. La chiesa di Borzano è l'unica della collina reggiana che è dotata di cupola.